# Nick Zeisloft
Nick Zeisloft (La Grange, Illinois, 18 de diciembre de 1992) es un baloncestista estadounidense que actualmente juega en el Ionikos Nikaias B.C. de la A1 Ethniki griega. Con 1,93 metros de estatura, juega en la posición de base.

## Trayectoria deportiva

### Universidad
Jugó dos temporadas con los Redbirds de la Universidad Estatal de Illinois, en las que promedió 5,9 puntos y 2,5 rebotes por partido. En 2014 fue transferido a los Hoosiers de la Universidad de Indiana, donde disputó otras dos temporadas, en las que promedió 6,6 puntos y 1,9 rebotes por encuentro.

### Profesional
Tras no ser elegido en el Draft de la NBA de 2016, el 6 de septiembre firmó contrato con los Indiana Pacers para realizar la pretemporada. Sin embargo, fue despedido el 17 de octubre tras disputar dos partidos de pretemporada.
En agosto de 2017 fichó por el BC Šiauliai de la liga lituana.
El 31 de julio de 2018 fichó por el Eurobasket Roma de la Serie A2 italiana.
El 11 de febrero de 2019 fichó por el Gipuzkoa Basket de la Liga ACB española.
El 19 de octubre de 2019 firmó un contrato con los Golden State Warriors para jugar en su equipo filial de la Liga de desarrollo (G-league), los Santa Cruz Warriors
El 29 de febrero de 2020 fichó por el Iberostar Tenerife de la Liga Endesa.